# Afghanella
Afghanella, en ocasiones erróneamente denominado Avganella, es un género de foraminífero bentónico de la subfamilia Sumatrininae, de la familia Neoschwagerinidae, de la superfamilia Fusulinoidea, del suborden Fusulinina y del orden Fusulinida. Su especie tipo es Afghanella schencki. Su rango cronoestratigráfico abarca el Murgabiense (Pérmico superior).

## Discusión
Clasificaciones más recientes incluyen Afghanella en la superfamilia Neoschwagerinoidea, y en la subclase Fusulinana de la clase Fusulinata.

## Clasificación
Afghanella incluye a la siguiente especie:
- Afghanella schencki †